# Piper cordulatum
Piper cordulatum là một loài thực vật thuộc họ Piperaceae. Loài này có ở Costa Rica và Panama. Chúng hiện đang bị đe dọa vì mất môi trường sống.